# جون فولمر برايت
جون فولمر برايت هو سياسي أمريكي، ولد في 17 نوفمبر 1877 في ريتشموند في الولايات المتحدة، وتوفي في 1923. نشط حزبياً في الحزب الديمقراطي. وقد انتخب عمدة ريتشموند ‏.